# Georgette Tentori-Klein
Georgette Tentori-Klein  (* 26. Juli 1893 in Winterthur; † 21. September 1963 in Lugano) war eine Schweizer Bildhauerin und  Textilkünstlerin. Sie war auch Violinistin, Tagebuchautorin, Textilschaffende, Puppenspielerin, Schriftstellerin, Zeichnerin und Architektin sowie Erbauerin des Atelierhauses «Sciaredo» in Barbengo.

## Biografie
Georgette Tentori-Klein war die Tochter von Rudolf Klein (1864–1939) und Luise (geborene Châtelain 1873–1965). Sie wuchs zusammen mit ihrer jüngeren Schwester Marcelle (1897–1986) im grossbürgerlichen Milieu von Winterthur auf und studierte Germanistik und Romanistik an der Universität Zürich. Im Jahr 1915 lernte Georgette Tentori-Klein den späteren Sprachwissenschafter Frederik Bodmer kennen.

«Eine Beziehung, die von viel Leid und Kummer und Sehnsucht geprägt ist, nie zu eigentlicher Verbindung gelangt und doch bis 1958, d. h. bis kurz vor ‹F›s Tod in Rom dauert.»

1919 dissertierte sie über Ferdinand Freiligrath. Dies fiel enttäuschend aus, weshalb sie auf das Lehramt verzichtete. Im selben Jahr zeigte sie im Rahmen der Weihnachtsausstellung der Winterthurer Künstler erstmals 17 Textilarbeiten. In der Folge erhielt sie den Auftrag für eine Tovaglia für den Kunstverein Winterthur.
Die vielseitig begabte Georgette Tentori-Klein besuchte von 1921 bis 1923 Kurse des Holzbildhauers Carl Fischer an der Kunstgewerbeschule Zürich. 1926 lernte sie bei einem Wanderunfall den Handwerker und Bauern Luigi Tentori aus Barbengo kennen, den sie 1930 heiratete.
Georgette Tentori-Klein übernahm die Leitung der Abteilung Figurentheater an der Schweizerischen Ausstellung für Frauenarbeit in Bern 1928. Sie schuf zeitlebens viele Theaterfiguren.
Nach 1955 befasste sich Georgette Tentori-Klein beinahe ausschliesslich mit Holzbildhauerei. Sie gelangte in ihrem Alterswerk ab 1963 zu einer abstrakten, geistigen Inhalten gewidmeten Formensprache. Im Herbst des gleichen Jahres wurde sie im Garten ihres Hauses «Sciaredo» aufgefunden und ins Krankenhaus gebracht, wo sie kurz darauf verstarb. Ihre Asche wurde nach ihrem Wunsch auf dem Sasso delle Parole verstreut.
Ihre Werke sind meist in kleinerem Format. Georgette Tentori-Klein hat sie bereits zu Lebzeiten weitgehend veräussert, ihr Standort ist vielfach unbekannt. Das Wohnhaus «Sciaredo» wurde in eine Stiftung eingebracht und erhalten.